# 39. pehotni polk (ZDA)
Za druge 39. polke glej 39. polk.
39. pehotni polk (izvirno angleško 39th Infantry Regiment; kratica 39th IR) je trenutno starševski polk Kopenske vojske ZDA; njen 2. bataljon trenutno deluje kot trenažna enota v Fort Jacksonu (Severna Karolina).